# Lymantria finitorum
Lymantria finitorum este o specie de molii din genul Lymantria, familia Lymantriidae, descrisă de Collenette 1931 Conform Catalogue of Life specia Lymantria finitorum nu are subspecii cunoscute.